# Hilozoísmo
Hilozoísmo (do grego hyle, matéria, e zoe, vida) é um termo que designa uma concepção da matéria e, por extensão, de toda a natureza. Os hilozoístas consideram que toda a realidade, inclusive a inerte, está dotada de sensibilidade e, portanto, animada por um princípio activo.
Foi a doutrina da escola jônica grega (séculos VII-VI a.C.), escola pertencente ao grupo de filósofos chamados pré-socráticos. A escola estoica chegou a considerar o Universo como um ser vivo.